# Somatolophia umbripennis
Somatolophia umbripennis là một loài bướm đêm trong họ Geometridae.